# Temesszékás
Temesszékás (románul: Secaș) település Romániában, a Bánságban, Temes megyében.

## Fekvése
Temesvártól északkeletre, Lábas és Panyó közt fekvő település.

## Története
Temesszékás nevét 1440-ben Naghzekas néven említette először oklevél. Ekkor a solymosi uradalom tartozékai közé sorolták. A középkorban Arad vármegyéhez tartozott.
Az 1717. évi kamarai jegyzékben két ilynevű helységet is feltüntettek, melyek közül Georgin Sakasch hét házzal és Dollnischkas 14 házzal szerepelt. A Mercy-féle térképen Seccass alakban tüntették fel, míg fölötte Gomi Secass pusztaként van megjelölve. Még 1761-ben is puszta volt. A 18. század közepe után románok telepedtek be. 1781-ben Szebényi János vásárolta meg a kincstártól. Később Nikolics Dánielé lett, és a birtokában is maradt 1846-ig. Ekkor az egész helység a Papházy család birtoka lett.
1910-ben 945 lakosából 870 román, 34 német, 29 magyar volt. Ebből 732 görögkeleti ortodox, 151 görögkatolikus, 51 római katolikus volt.
A trianoni békeszerződés előtt Temes vármegye Lippai járásához tartozott.

## Nevezetességek
- Görögkeleti ortodox temploma 1869-ben épült.